# El cercle roig
El cercle roig (anglès:The Adventure of the Red Circle) és un dels 56 contes de Sherlock Holmes escrits per Arthur Conan Doyle. S'inclou a l'antologia El darrer cop d'arquet.

## Sinopsi
La senyora Warren, una propietària, arriba al 221B de Baker Street amb algunes preguntes sobre el seu hoste. Un home jove i amb molta barba, que parlava bé però amb accent anglès, va venir a ella i li va oferir el doble de lloguer habitual amb la condició que aconseguís l'habitació segons les seves condicions. Va sortir la primera nit que hi va estar i va tornar després de la mitjanit, quan la resta de la casa s'havia anat a dormir. Des de llavors, ni la senyora Warren, el seu marit ni la seva criada no l'han vist.
Després que la propietària se'n va, Holmes li comenta al doctor Watson que sembla probable que la persona de la casa de la senyora Warren no sigui l'home barbut que va fer els arranjaments. Holmes sospita que s'estan enviant missatges a l'hoste.
Holmes i Watson van a casa de la senyora Warren i espien l'hoste, que descobreixen que és una dona jove de complexió fosca. Aquella nit, Holmes i Watson estan a la mà per veure com el confederat de l'allotjament envia missatges mitjançant els moviment d'una espelma.
Holmes i Watson es troben amb l'inspector Gregson i un detectiu de Pinkerton dels Estats Units anomenat Leverton. Estan a l'aguait de Giuseppe Gorgiano, un assassí cruel. En entrar a l'habitació d'on provenia la senyalització, descobreixen que Gorgiano es troba a terra en un bassal de sang per haver estat travessat amb un gran ganivet. L'hoste es revela com Emilia Lucca, i el seu confederat és Gennaro, el seu marit. Ella confirma que els Luccas estaven buscant refugi del perillós Giuseppe Gorgiano, que volia matar Gennaro per trair el Cercle Roig, una organització criminal italiana secreta en la qual havien estat involucrats tots dos. Gennaro va decidir abandonar l'organització malgrat l'amenaça. conseqüències. Ell i la seva dona van fugir d'Itàlia i van anar a Nova York per escapar del Cercle Roig, però Gorgiano va localitzar Gennaro. Gregson porta l'Emilia a la comissaria.

## Historial de publicació
"The Adventure of the Red Circle" es va publicar per primera vegada al Regne Unit a The Strand Magazine el març-abril de 1911, i als Estats Units a l'edició nord-americana de The Strand l'abril-maig de 1911. La història es va publicar amb tres il·lustracions de H. M. Brock i una de Joseph Simpson a The Strand Magazine, i amb les mateixes il·lustracions a l'edició nord-americana del Strand. Es va incloure a la col·lecció de contes El darrer cop d'arquet, que es va publicar al Regne Unit i als Estats Units l'octubre de 1917.

## Adaptacions

### Cinema i televisió
La història va ser adaptada com a curtmetratge mut l'any 1922. Va ser un dels curtmetratges de la sèrie de pel·lícules de Sherlock Holmes de Stoll Pictures, i va ser protagonitzada per Eille Norwood com Sherlock Holmes i Hubert Willis com el Dr. Watson.
La història també va ser adaptada per a la sèrie de televisió de Granada TV de 1984, protagonitzada per Jeremy Brett.

### Ràdio
"The Adventure of the Red Circle" va ser adaptat per Edith Meiser com a episodi de la sèrie de ràdio nord-americana The Adventures of Sherlock Holmes. L'episodi, que es va emetre el 15 d'octubre de 1931, comptava amb Richard Gordon com Sherlock Holmes i Leigh Lovell com el Dr. Watson. Una altra producció de la història es va emetre el febrer de 1935, amb Louis Hector com Holmes i Lovell com Watson.
La història també va ser adaptada per a la sèrie de ràdio nord-americana The New Adventures of Sherlock Holmes. L'adaptació radiofònica, protagonitzada per Basil Rathbone i Nigel Bruce, es va titular "Mrs. Warren's Lodger" i es va emetre el 7 de desembre de 1941, el dia de l'atac japonès a Pearl Harbor. La transmissió de la Costa Est va ser interrompuda per un anunci radiofònic que el president Franklin D. Roosevelt s'adreçaria a la nació al migdia de l'endemà.
La història va ser adaptada per a BBC Radio 2 l'any 1969 per Michael Hardwick, com a part de la sèrie de ràdio 1952–1969 protagonitzada per Carleton Hobbs com Holmes i Norman Shelley com Watson.
"The Red Circle" va ser dramatitzat per a BBC Radio 4 el 1994 per Peter Ling com a part de la sèrie de ràdio 1989-1998 protagonitzada per Clive Merrison com Holmes i Michael Williams com Watson, amb Joan Sims com la senyora Warren.
El 2013, la història es va adaptar com a episodi de The Classic Adventures of Sherlock Holmes, una sèrie del programa de ràdio nord-americà Imagination Theatre, amb John Patrick Lowrie com a Holmes i Lawrence Albert com a Watson.